# فلونیکسین
فلونیکسین (انگلیسی: Flunixin) یک داروی ضد التهابی غیر استروئیدی (NSAID)، ضد درد و تب‌بر است که در اسب، گاو و خوک به کار می‌رود. این دارو اغلب به عنوان نمک مگلومین فرموله می‌شود. این دارو در ایالات متحده آمریکا، توسط FDA تنظیم می‌شود و تنها می‌تواند با دستور دامپزشک مجاز مجاز توزیع شود. نام‌های تجاری فراوان برای این دارو وجود دارد.